# 李夫人 (闽康宗)
李夫人（？—？），五代十国时闽国人，闽康宗王继鹏的元配妻子，封号为梁国夫人。
李氏是公主的女儿，父亲是同平章事李敏。王继鹏宠爱侍妾李春鷰，即位后封李春燕为贤妃，却冷落妻子李氏。六军判官永泰叶翘上书说：“夫人是先皇的外甥女，聘之以礼，为何要因新爱抛弃她？”王继鹏很不高兴。叶翘一再为此进谏，王继鹏不悦，题诗道：“春色曾看紫陌头，乱红飞尽不禁愁；人情自厌芳华歇，一叶随风落御沟。”叶翘遂被罢官放归永泰县。后来，李春燕立为皇后。元配李氏则在王继鹏在位时去世。